# Kapiri Mposhi
Kapiri Mposhi est une ville de Zambie, au nord de Lusaka.
Kapiri Mposhi est situé sur la grande route du Nord (route de Zambie). Deux routes transafricaines traversent Kapiri Mposhi:
- Transafricaine 4, Le Caire - Le Cap
- Transafricaine 9 (en), Beira - Lobito

C'est aussi un nœud de connexion important entre les Zambia railways de Kitwe à Lusaka puis Livingstone et le Chemin de fer Tanzanie-Zambie, reliant Dar es Salaam depuis 1976, dont il est le terminus oriental. Sa population s'élève à 240 841 habitants en 2010.

## Sources
- (en) Cet article est partiellement ou en totalité issu de l’article de Wikipédia en anglais intitulé « Kapiri Mposhi » (voir la liste des auteurs).